# Orbexilum lupinellum
Orbexilum lupinellum là một loài thực vật có hoa trong họ Đậu. Loài này được (Michx.) Isely miêu tả khoa học đầu tiên năm 1986.